# 関川尚功
関川 尚功（せきがわ ひさよし、1951年〈昭和26年〉 - ）は、日本の考古学者。橿原考古学研究所の所員として纒向遺跡の発掘調査に携わり、石野博信とともに報告書『纒向』を著した。

## 概略
1971年（昭和46年）から奈良県立橿原考古学研究所の所員として奈良県桜井市の纒向遺跡の調査に携わった。石野博信とともに報告書『纒向』（1976年）を著したが、とくに外部から搬入された土器の分析と整理は関川がおこない、古墳時代の考古学的な研究において、きわめて重要で画期的な資料となった。
その後も、
- 桜井市

能登谷1号墳、阿部六ノ坪遺跡、高家古墳群
- 奈良市

大安寺旧境内、興福寺旧境内、平城京左京五条五坊十一坪、太安万侶墓
- 五條市

原遺跡、牧代瓦窯群
- 御所市

朝妻廃寺、室大墓古墳、森脇遺跡
- 天理市

田部遺跡
- 橿原市

善導寺山遺跡、曽我遺跡、久米寺、中曽司遺跡、四条遺跡、紀寺南遺跡、坪井・大福遺跡
- 高市郡明日香村

飛鳥京跡、史跡橘寺旧境内、小山田遺跡、島庄遺跡、細川谷古墳群
- 生駒郡斑鳩町

瓦塚1号墳、法起寺旧境内
- 北葛城郡河合町

河合大塚山古墳、丸山古墳隣接地、長林寺
- 葛城市

皿池古墳、竹内遺跡
- 磯城郡田原本町

多遺跡
- 吉野郡大淀町

馬佐蔵坂遺跡、土田遺跡、稲荷塚遺跡
- 吉野郡吉野町

丹治遺跡
- 宇陀市

檜牧遺跡、向山古墳
など奈良県内の各時代の遺跡の発掘調査に携わっている。

## 報告書
- 石野博信・関川『纒向』桜井市教育委員会、1976年9月。
- 関川･松永博明『纒向遺跡発掘調査概報』橿原考古学研究所、1984年。
- 関川『纒向遺跡発掘調査概報』橿原考古学研究所、1985年。

など多数。

## 論文
- 「奈良県下出土の初期須恵器」『橿原考古学研究所紀要　考古学論攷』10、1984年。
- 「大和における大型古墳の変遷」『橿原考古学研究所紀要　考古学論攷』11、1985年。
- 「古墳時代の渡来人－大和･河内地域を中心として」『橿原考古学研究所論集』9、1988年。
- 「大和東南部の大型横穴式石室について」『橿原考古学研究所論集』11、1994年。
- 「見瀬丸山古墳と欽明陵古墳」『橿原考古学研究所論集』13、1998年。
- 「旧中宮寺跡南辺採集の遺物について」『青陵』30、1976年。
- 「高取町渋柿遺跡の弥生土器－高地性遺跡の一例－」『青陵』57、1985年。
- 「斑鳩町神南古墳群」『青陵』64、1987年。
- 「斑鳩町法隆寺字野山の奈良時代寺院址」『青陵』67、1988年。
- 「山辺郡都祁村白石出土の弥生石器」『青陵』80、1992年。
- 「当麻町・竹内出土の須恵器」『青陵』82、1993年。